# Union Grove, Alabama
Union Grove là một thị trấn thuộc quận Marshall, tiểu bang Alabama, Hoa Kỳ. Dân số năm 2009 là 101 người, mật độ đạt 70 người/km².